# 半毛菊
半毛菊（学名：Crupina vulgaris）是菊科半毛菊属的植物。分布在中亚地区、欧洲、俄罗斯以及中国大陆的新疆等地，生长于海拔1,100米的地区，目前尚未由人工引种栽培。